# Grand Theft Auto: The Lost and Damned
A Grand Theft Auto: The Lost and Damned (rövidítés: GTA TLAD, a cím szó szerinti jelentése: "Az elveszettek és átkozottak") egy 2009-es videójáték a Rockstar Games kiadásában, a népszerű Grand Theft Auto IV első spin-offja (a második a "The Ballad of Gay Tony"). Először Xbox 360-ra jelent meg 2009-ben, majd 2010-ben PlayStation 3-ra és PC-re is kiadták.
A játék főhőse Johnny Klebitz, a "The Lost MC" motoros banda egyik tagja (ez a banda szerepelt már az eredeti GTA IV-ben, a The Ballad of Gay Tony-ban, a Chinatown Wars-ban és a GTA V-ben is). Johnny-nak meg kell küzdenie Liberty Cityben azért, hogy fenntarthassa ezt a motoros klubot. Ez természetesen nem lesz egyszerű, hiszen a fő ellenségnek számító Angels of Death banda száműzni akarja a Lost MC-t a városból, a rendőrség is hősünk fejére pályázik, ráadásul még a "The Lost" elnöke, Billy Grey is ellenünk fordul (ő az igazi főgonosz ebben a részben). A játék végén végül Johnny Klebitz lesz a The Lost MC elnöke.
Ez a rész volt a Grand Theft Auto IV első DLC-je (downloadable content, magyarul letölthető tartalom). A kritikák többségében pozitívak voltak a játékkal kapcsolatban.